# Comuna Mijricicea, Bolehiv
Mijricicea (în ucraineană Міжріччя) este o comună în orașul regional Bolehiv, regiunea Ivano-Frankivsk, Ucraina, formată din satele Mijricicea (reședința) și Zaricicea.

## Demografie
Componența lingvistică a comunei Mijricicea
     Ucraineană (99,79%)
     Alte limbi (0,21%)
Conform recensământului din 2001, majoritatea populației comunei Mijricicea era vorbitoare de ucraineană (99,79%), existând în minoritate și vorbitori de alte limbi.